# Фуллеровская теологическая семинария
Фуллеровская теологическая семинария (англ. Fuller Theological Seminary) — американская евангелическая семинария, одна из наиболее влиятельных семинарий США. Основной кампус расположен в г. Пасадина, Калифорния. В семинарии обучается более 4300 студентов из почти 70 стран мира. Основана в 1947 году евангелистом Чарльзом Фуллером. С 1993 года президентом семинарии является Ричард Моу.

## Структура
Семинария состоит из школы психологии, школы богословия, школы межкультурных исследований. Заведение делает упор на объединении трёх школ и поэтому студенты могут учиться сразу в нескольких. В семинарии можно выбрать одну из 18 образовательных программ, среди которых 7 магистерских. Существует также 8 региональных кампусов, расположенных на Западе США. Возможно также получение образования онлайн.

## Известные выпускники и преподаватели
- Бэрд, Роберт
- Лэдд, Джордж Элдон